# قائمة ولاة الأندلس الأمويين
فُتحت الأندلس عام (92 هـ/710م) في عهد الخليفة الأموي الوليد بن عبد الملك على يد القائد موسى بن نصير، وقد كان يُنصب الولاة على الأندلس من قبل الخليفة الأموي وهذه قائمة ولاة الأندلس في العهد الأموي حتى تولى السلطة عبد الرحمن الداخل:
- طارق بن زياد (92 هـ - 95 هـ).
- عبد العزيز بن موسى بن نصير (95 هـ - 97 هـ) قُتِل على يد قادة الجيش، وكان الذي قتله هو القائد زياد بن النابغة التميمي.
- أيوب بن حبيب اللخمي (97 هـ - 97 هـ)
- الحر بن عبد الرحمن الثقفي (97 هـ - 100 هـ)
- السمح بن مالك الخولاني (100 هـ - 102 هـ) قُتِل في أحد المعارك مع الروم شهيداً.
- عبد الرحمن بن عبد الله الغافقي (102 هـ - 102 هـ).
- عنبسة بن سحيم الكلبي (102 هـ - 107 هـ).
- عذرة بن عبد الله الفهري (107 هـ - 109 هـ)
- يحيى بن سلامة الكلبي (109 هـ - 110 هـ)
- حذيفة بن الأحوص القيسي (110 هـ - 110 هـ)
- عثمان بن أبي نسعة الخثعمي (110 هـ - 111 هـ)
- الهيثم بن عبيد الكناني (111 هـ - 112 هـ)
- محمد بن عبد الله الأشجعي (112 هـ - 112 هـ)
- عبد الرحمن الغافقي (للمرة الثانية) (112 هـ - 114 هـ) قُتِل شهيداً في معركة بلاط الشهداء.
- عبد الملك بن قطن الفهري (114 هـ - 116 هـ).
- عقبة بن الحجاج السلولي (116 هـ - 121 هـ).
- عبد الملك بن قطن الفهري (للمرة الثانية) (121 هـ - 123 هـ)
- بلج بن بشر القشيري (123 هـ - 124 هـ)
- ثعلبة بن سلامة العاملي (124 هـ - 125 هـ)
- أبو الخطار الكلبي (125 هـ - 128 هـ) قُتِل في معركة شقندة على يد القبائل المُضَرية في الأندلس.
- ثوابة بن سلامة الجذامي (128 هـ - 128 هـ)
- يوسف بن عبد الرحمن الفهري (128 هـ - 132 هـ) وفي أيامه هُزم أخر خلفاء بني أمية في الشام مروان بن محمد في معركة الزاب وقُتِل، وبذلك سقطت الدولة الأموية.

عصر الأمراء المستقلين:
- يوسف بن عبد الرحمن الفهري (132 هـ - 138 هـ) استقل الفهري بحكم الأندلس، وبقي حاكماً مطلقاً على الأندلس حتى دخول عبد الرحمن بن معاوية بن هشام بن عبد الملك الأموي إلى الأندلس فحاربه الفهري وهُزم ثم قُتِل، وتلى ذلك قيام الدولة الأموية في الأندلس.